# Eparchia di Zahleh
L'eparchia di Zahleh dei Maroniti (in latino Eparchia Mariamnensis Maronitarum) è una sede della Chiesa maronita in Libano. Nel 2022 contava 38.155 battezzati. È retta dall'eparca Joseph Mouawad.

## Territorio
L'eparchia comprende il governatorato della Beqā, ossia la parte meridionale della valle della Beqa'.
Sede eparchiale è la città di Zahleh, dove si trova la cattedrale dedicata a san Marone.
Il territorio è suddiviso in 33 parrocchie.

## Storia
L'eparchia fu eretta il 4 agosto 1977, ricavandone il territorio dall'eparchia di Sidone, e subito unita alla sede di Baalbek. Le due sedi furono separate il 9 giugno 1990.
Il nome ecclesiastico Mariamnensis fa riferimento all'antica sede bizantina di Mariamme, oggi in Siria.

## Cronotassi dei vescovi
Si omettono i periodi di sede vacante non superiori ai 2 anni o non storicamente accertati.
- Sede unita a Baalbek (1977-1990)

- Georges Scandar † (9 giugno 1990[3] - 8 giugno 2002 ritirato)
- Mansour Hobeika † (12 settembre 2002 - 28 ottobre 2014 deceduto)
- Joseph Mouawad, dal 14 marzo 2015

## Statistiche
L'eparchia nel 2022 contava 38.155 battezzati.
| anno | popolazione | popolazione | popolazione | presbiteri | presbiteri | presbiteri | presbiteri                | diaconi | religiosi | religiosi | parrocchie |
| anno | battezzati  | totale      | %           | numero     | secolari   | regolari   | battezzati per presbitero | diaconi | uomini    | donne     | parrocchie |
| ---- | ----------- | ----------- | ----------- | ---------- | ---------- | ---------- | ------------------------- | ------- | --------- | --------- | ---------- |
| 1990 | 17.000      | ?           | ?           | 11         | 4          | 7          | 1.545                     |         | 7         | 32        | 26         |
| 1999 | 49.520      | ?           | ?           | 42         | 16         | 26         | 1.179                     |         | 26        | 33        | 33         |
| 2000 | 49.853      | ?           | ?           | 29         | 16         | 13         | 1.719                     |         | 13        | 34        | 33         |
| 2001 | 50.166      | ?           | ?           | 29         | 16         | 13         | 1.729                     |         | 13        | 34        | 33         |
| 2002 | 50.391      | ?           | ?           | 31         | 16         | 15         | 1.625                     |         | 15        | 34        | 33         |
| 2003 | 50.573      | ?           | ?           | 33         | 15         | 18         | 1.532                     |         | 18        | 34        | 33         |
| 2004 | 50.777      | ?           | ?           | 34         | 16         | 18         | 1.493                     |         | 18        | 27        | 33         |
| 2009 | 48.792      | ?           | ?           | 36         | 19         | 17         | 1.355                     |         | 17        | 24        | 33         |
| 2010 | 48.995      | ?           | ?           | 34         | 17         | 17         | 1.441                     |         | 17        | 24        | 33         |
| 2014 | 50.000      | ?           | ?           | 34         | 17         | 17         | 1.470                     |         | 17        | 25        | 33         |
| 2017 | 35.800      | ?           | ?           | 35         | 17         | 18         | 1.022                     |         | 18        | 23        | 33         |
| 2020 | 38.000      | ?           | ?           | 40         | 16         | 24         | 950                       |         | 25        | 25        | 33         |
| 2022 | 38.155      | ?           | ?           | 34         | 16         | 18         | 1.122                     |         | 18        | 17        | 33         |